# William Lava
William Lava, detto Bill (Saint Paul, 18 marzo 1911 – Los Angeles, 20 febbraio 1971), è stato un compositore statunitense.
Tra gli altri suoi lavori, ha composto negli anni '60 le musiche per la famosa serie Zorro e per le serie animate Looney Tunes e Merrie Melodies.

## Filmografia cartoni
- The Jet Cage (1962)
- Mother was a Rooster (1962)
- Good Noose (1962)
- Cat Martian (1962)
- Rock-a-Bye Devil (1962)
- One Step for Man (1962)
- Stork Means Mail (1963)
- Devil's Food Apple (1963)
- Loco in the Cabeza (1963)
- The Million Hare (1963)
- Mexican Cat Dance (1963)
- Le Skunk Pussycat (1963)
- Woolen Under Where (1963)
- Hare-Breadth Hurry (1963)
- Banty Raids (1963)
- Chili Weather (1963)
- Storking Around (1963)
- The Unmentionables (1963)
- Acqua Duck (1963)
- Mad as a Mars Hare (1963)
- Claws in the Lease (1963)
- Transylvania 6-5000 (1963)
- To Beep or not To Beep (1963)
- Dumb Patrol (1964)
- A Message to Gracias (1964)
- Daffy's Gold Mine (1964)
- Freudy Cat (1964)
- Dr. Devil and Mr. Hare (1964)
- Nuts and Volts (1964)
- The Iceman Ducketh (1964)
- War and Pieces (1964)
- Zip Zip Hooray (1964)
- Hawaiian Aye Aye (1964)
- False Hare (1964)
- Vip Party (1964)
- Road Runner a Go-Go (1964)
- Nasty's Hideaway (1964)
- Road to Andalay (1964)
- It's Nice to Have a Mouse Around the House (1965)
- Cats and Bruises (1965)
- The Wild Chase (1965)
- Moby Duck (1965)
- Assault and Peppered (1965)
- Women to Love (1965)
- Well Worn Daffy (1965)
- Suppressed Duck (1965)
- Corn on the Cop (1965)

## Altri cartoni
Rushing Roulette